# Institute for the Study of Ancient Cultures
Institute for the Study of Ancient Cultures, tidigare Oriental Institute vid University of Chicago, är en institution som forskar inom ämnena egyptologi och antiken i Främre Orienten. Institutet grundades 1919 som ett institut inom University of Chicago. Dess arkeologiskt museum är berömt.

## Historia
Idén att skapa institutet kom från James Henry Breasted, som också var aktiv i uppbyggnaden av. I början av 1900-talet byggde James Henry Breasted upp samlingen av universitetets Haskell Oriental Museum, som han var föreståndare för samtidigt med sitt fältarbete i Egypten och undervisningsuppgifter på universitetet. Han drömde om att etablera ett forskningsinstitut, "ett laboratorium för studiet av civilisationens uppkomst och utveckling", som skulle spåra den västerländska civilisationen rötter i det antika Mellanöstern. I slutet av första världskriget föreslog han för John D. Rockefeller Jr. att ett forskningsinstitut skulle etableras för att undersöka den västerländska civilisationens rötter i Orienten. Rockefeller ställde garantier för 50 000 US-dollar under en femårsperiod. En liknande summa ställde University of Chicago upp med. Institutet kunde grundas i maj 1919. Arkitektfirman Mayers Murray & Phillip ritade byggnaden i art déco/nygotisk stil. Byggnaden stod klar 1930 och invigdes 1931.

## Namnbyte
Under 2010-talet omprövade flera organisationer i USA  användningen av ordet "orientalisk". Vissa forskare ansåg att ordet var alienerande och att dess betydelse hade ändrats i språket . I mars 2023 meddelade University of Chicagos administratörer att de skulle byta namn på Oriental Institute. Tillförordnad direktör Theo van den Hout sa: "[Det orientaliska institutets] namn har orsakat förvirring, vilket ofta bidragit till uppfattningen att vårt arbete är fokuserat på Östasien snarare än Västasien och Nordafrika. Dessutom har ordet "orientalisk" utvecklats en nedsättande konnotation i modern engelska." I april 2023 ändrades organisationens namn till Institutet för studier av antika kulturer, Västasien och Nordafrika, förkortat ISAC. Institutets nya logotyp har en lotusblomma, som finns i antik assyrisk, mesopotamisk och egyptisk konst, samt är ett dekorativt motiv på ISAC-byggnaden.

## Samlingar och forskning
ISAC-museet har artefakter från utgrävningar i Egypten, Israel, Syrien, Turkiet, Irak och Iran. Välkända verk i samlingen omfattar berömda fynd av elfenben från Megiddo. Olika värdefulla fynd från Persepolis, den gamla persiska huvudstaden, en samling bronser från Luristan, en kolossal 40-tons Lamassu från Khorsabad från Sargon II:s palats och en monumental staty av farao Tutankhamon. Museet har fri entré, men besökare uppmuntras att donera.
Institutet bedriver studier av antika kulturer i Västasien och Nordafrika. Det är ett centrum för aktiv forskning om den antika Främre Orienten. Byggnadens övre våningar innehåller bibliotek, undervisningslokaler och kontor för olika fakulteter, och museumsbutiken, Suq, som också säljer läroböcker för universitetets undervisning. Institutet har medverkat i många grävningar i den bördiga halvmånen. Institutets forskare har vid olika tillfällen bidragit till förståelsen av ursprunget till den mänskliga civilisationen. Termen bördiga halvmånen myntades av J. H. Breasted, som skapade bred förståelse för sambandet mellan civilisationens framväxt i Främre Östern med utvecklingen av europeisk kultur.
Under 2011 slutfördes utgivningen av Chicago Assyrian Dictionary i 21 volymer, ett grundläggande referensverk. Arbetet påbörjades redan 1921 av J. H. Breasted och fortsattes sedan av Edward Chiera och Ignace Gelb, med den första volymen publicerad 1956. Erica Reiner som ansvarig redaktör ledde forskarteamen i 44 år. Hon efterträddes av Martha T. Roth, dekanus för humaniora vid universitetet. Liknande ordböcker håller på att ges ut, främst Chicago Hittite Dictionary och Chicago Demotic Dictionary.

### Chicago hus
Institutet övervakar arbetet i Chicago House i Luxor, Egypten. Den egyptiska anläggningen grundades 1924, utför den epigrafiska undersökningen, som dokumenterar och undersöker de historiska platserna i Luxor. Den hanterar också konserveringsinsatser på olika platser.

## Elamitska lertavlor från Persepolis och en stämning som hotade samlingen
2006 blev Oriental Institute centrum för en legal kontrovers. när en amerikansk federal domstolsprocess försökte beslagta och auktionera ut en värdefull samling av antika persiska tabletter som innehas av museet. 
Intäkterna skulle kompensera offren för en bombdåd 1997 på Ben Yehuda Street, Jerusalem, en attack som USA hävdade finansierades av Iran. Domen innebar en hotade försäljningen av en ovärderlig samling gamla lertavlor, som innehas av Oriental Institute sedan 1930-talet, men som ägs av Iran. Akemenidernas lertavlor lånades ut för studier till University of Chicago 1937. De upptäcktes i Persepolis, Iran av amerikanska arkeologer från universitetet 1933 och tillhör lagligen Irans nationalmuseum och Irans ministerium för kulturarv, turism och hantverk. Artefakterna lånades ut för studier baserat på förståelsen att de skulle återlämnas till Iran, vilket insitutet hade gjort i omgångar under åren. Tavlorna, från Persepolis, huvudstaden i det Akemenidiska riket, dateras till omkring 500 f.v.t.
Lertavlorna ger en bild av det dagliga livet, och beskriver sådana element som den dagliga ransonen av korn som ges till arbetare i närliggande områden av imperiet. Tabletterna skickades till huvudstaden för att vara ett register. en bokföring över vad de betalade arbetarna. Gil Stein, tidigare chef för Oriental Institut, sa att detaljerna till stor del rör försörjningen för människor på diplomatiska eller militära uppdrag. Varje tablett är ungefär hälften så stor som en kortlek och är skrivna på elamitiska, ett utdött språk som förstås av omkring ett dussin forskare i världen.
Stein beskrev tavlorna som "den första chansen att höra perserna egen röst om sitt imperium". Charles Jones, forskningsassistent och bibliotekarie vid Oriental Institute och expert på lertavlor, jämförde dem med dagens kreditkortskvitton. Den mesta kunskapen om det forntida persiska imperiet kommer från andras berättelser, mest berömd är greken Herodotos. Stein tillade: Det är värdefullt eftersom det är en grupp lertavlor, tusentals av dem från samma arkiv. Det är som från samma arkivskåp. De är mycket, mycket värdefulla vetenskapligt. Institutet hade återlämnat dem till Iran i små partier. Sedan 1930-talet hade institutet lämnat tillbaka flera hundra tabletter och fragment till Iran och förberedde en annan försändelse när de rättsliga åtgärder började. En appellationsdomstol upphävde senare beslutet om beslaget och 2018 bekräftade USA:s högsta domstol det efterföljande avgörandet att insamlingen inte kan tas från institutet för att uppfylla domen.

## Galleri

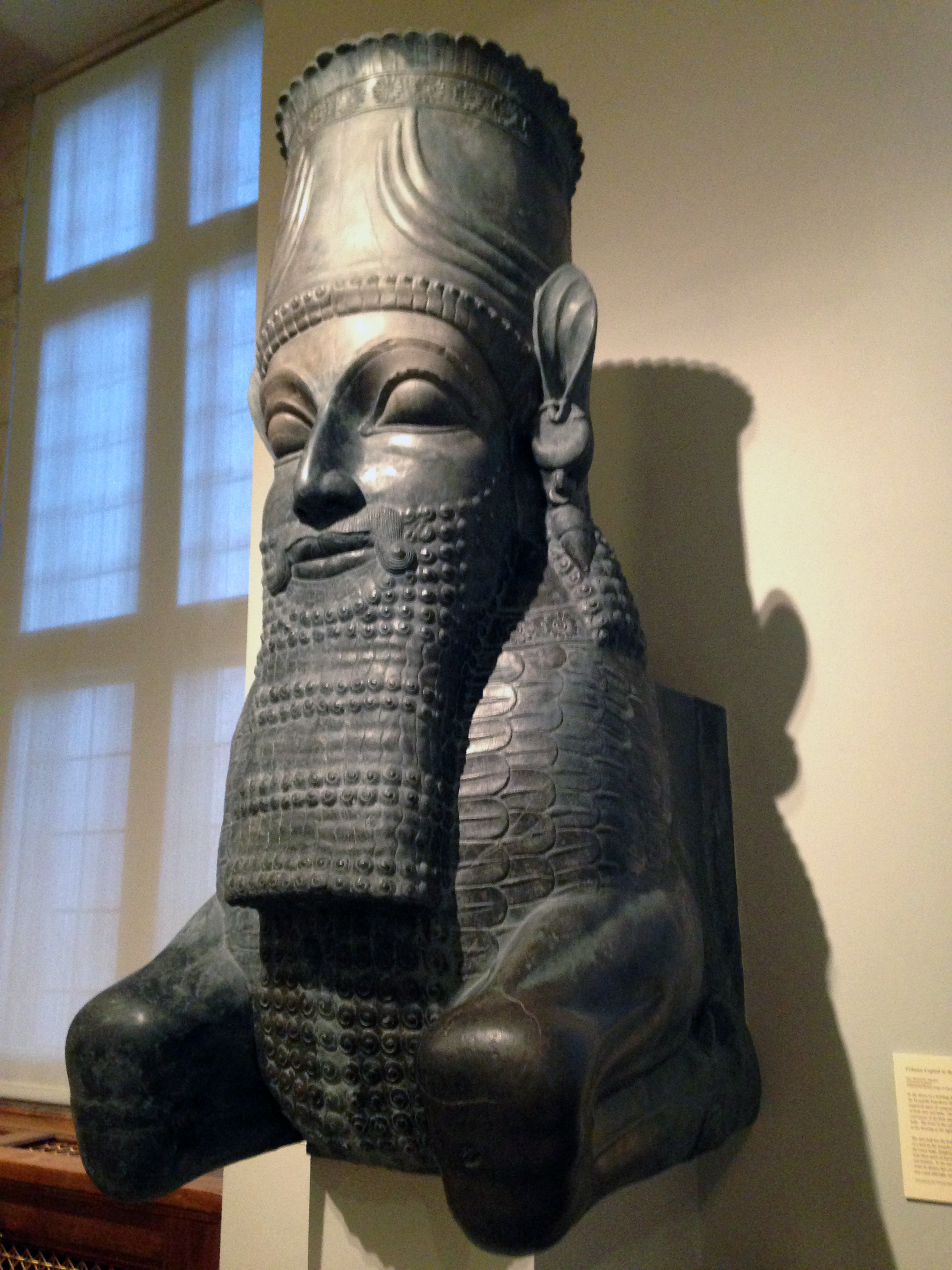
Rekonstruerad headstone från Persepolis
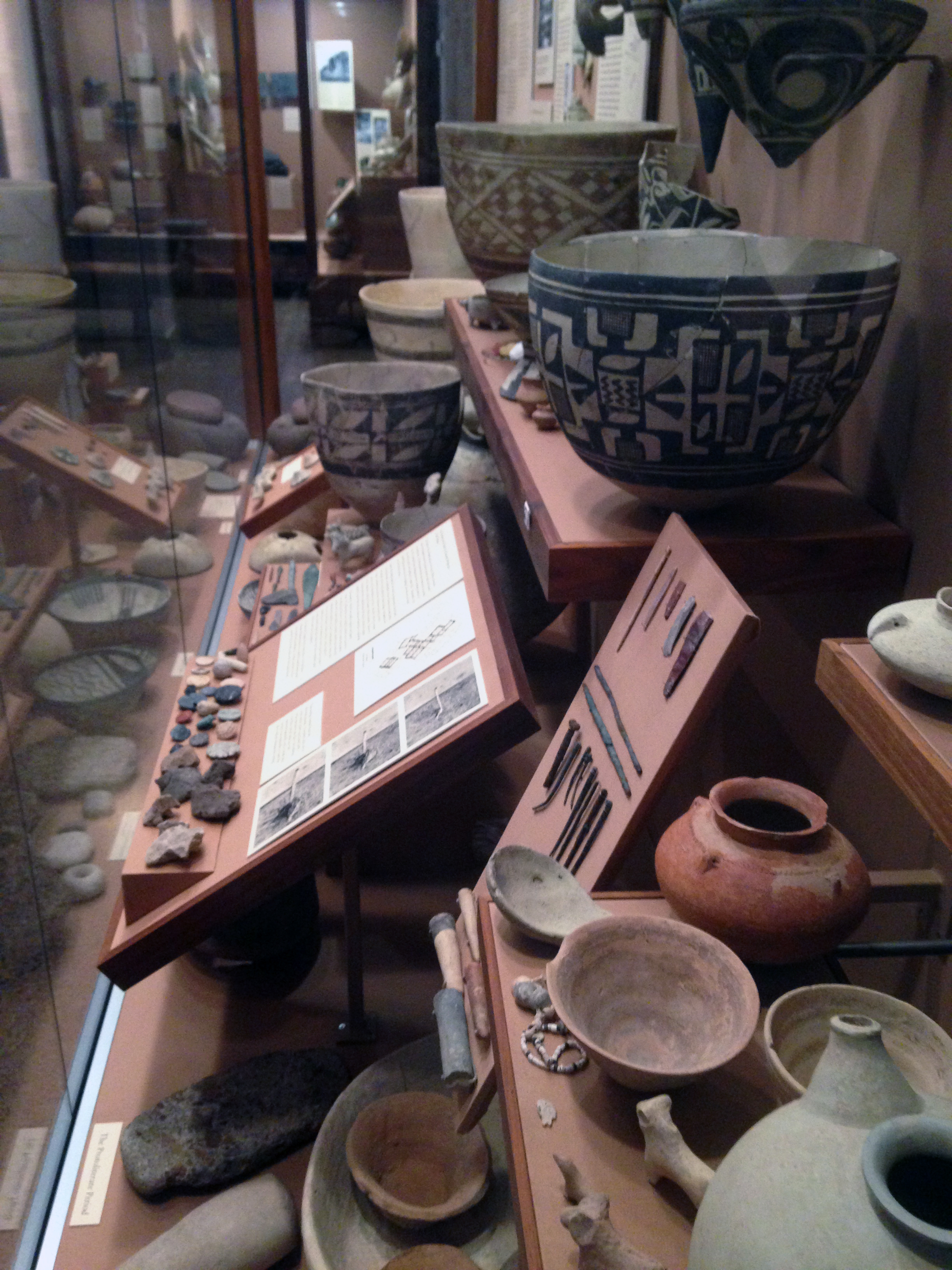
Förhistoriska objekt.
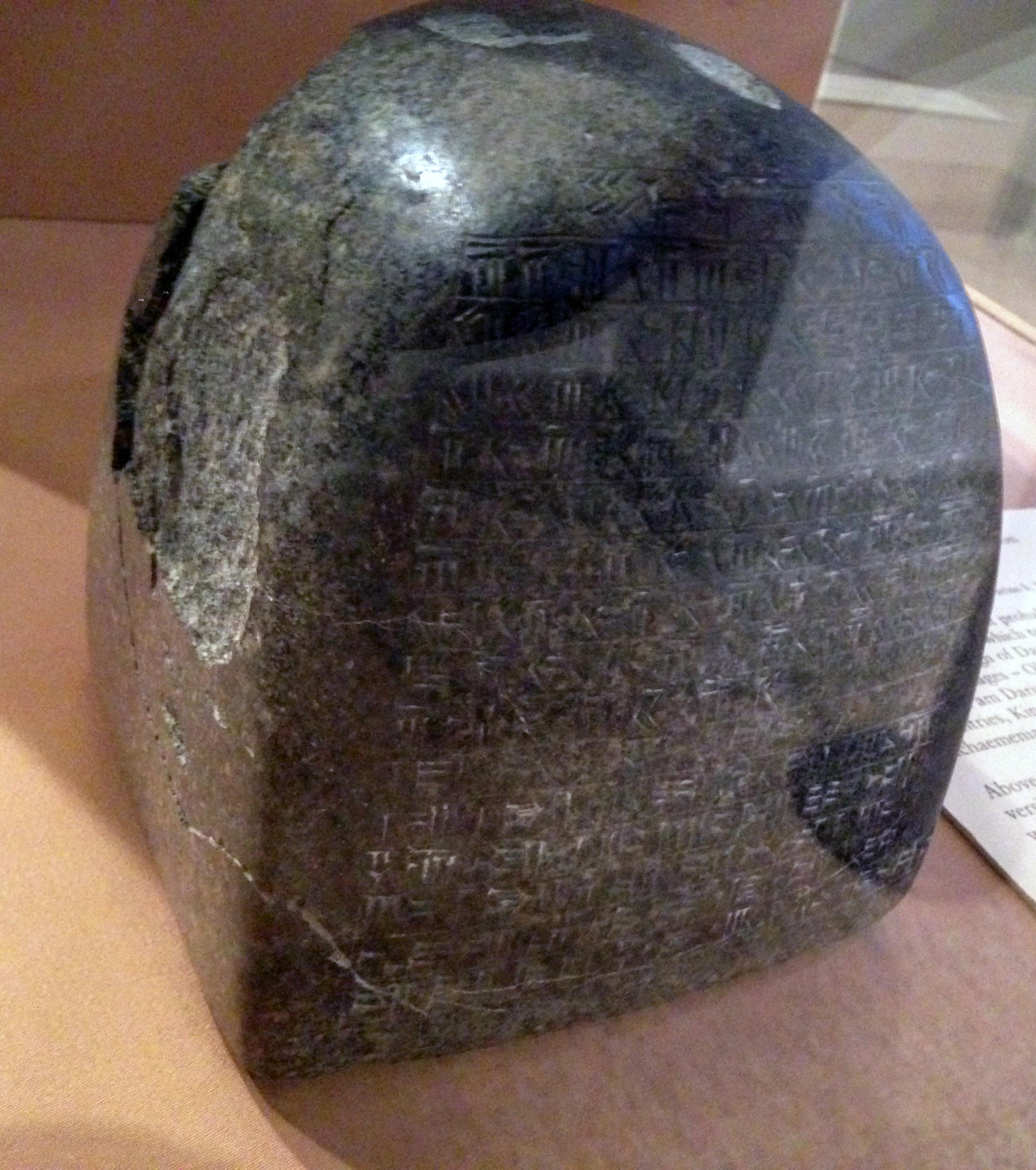
Standard vikt från den akemenidernas period.
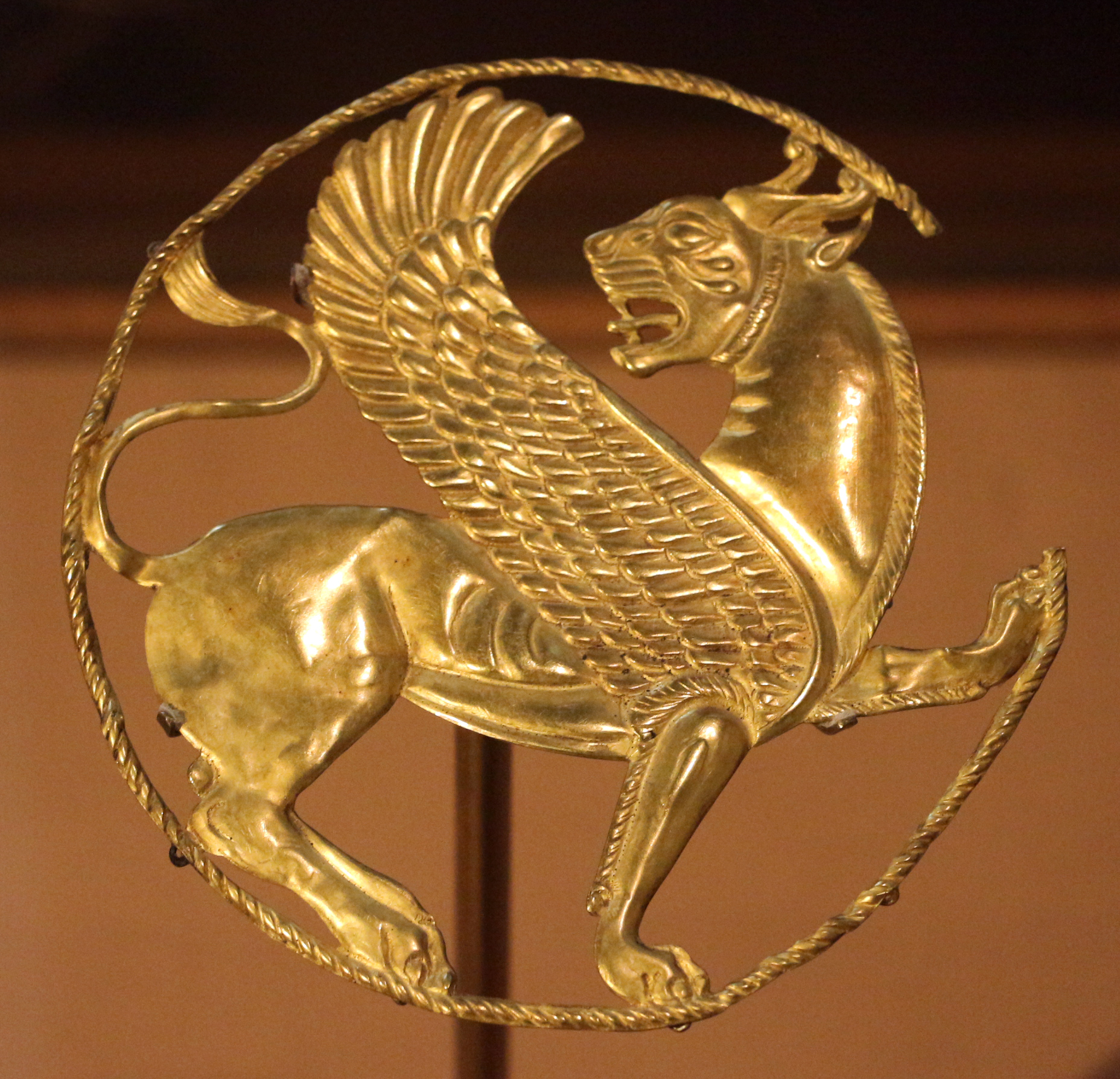
Gyllene bevingat lejon.
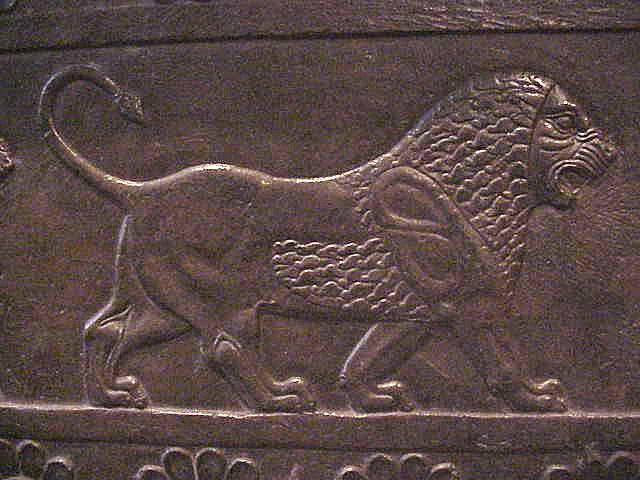
Gravering av ett lejon på en vägg i Persepolis.
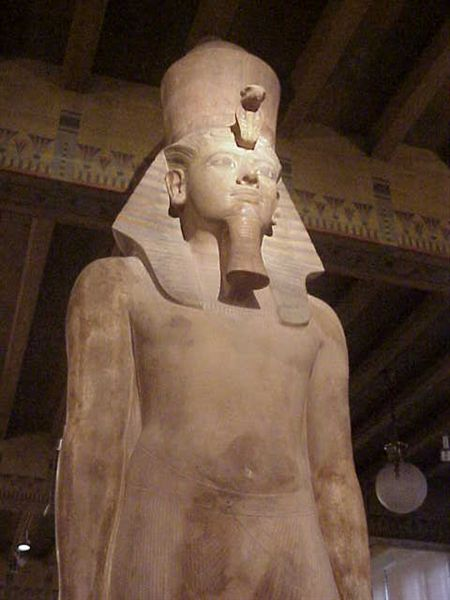
Kolossalstaty av Tutankhamun från antiken i Egypten.